# Ribeira Grande
Ribeira Grande (dosłownie Wielka Rzeka) – miasto na Azorach (region autonomiczny Portugalii) i siedziba gminy o tej samej nazwie, zlokalizowanej na północnym wybrzeżu wyspy São Miguel. Według danych spisu ludności (2011) sama miejscowość liczy 6 393 mieszkańców. Burmistrzem miasta jest Ricardo Moniz Silva z Partii Socjalistycznej.

## Sołectwa gminy Ribeira Grande
Liczba ludności poszczególnych sołectw na podstawie narodowego spisu ludności (2011).
| - Calhetas – 988 mieszk. - Conceição – 2 425 - Fenais da Ajuda – 1 131 - Lomba da Maia – 1 152 - Lomba de São Pedro – 284 - Maia – 1 900 - Matriz – 3 968 | - Pico da Pedra – 2 909 mieszk. - Porto Formoso – 1 265 - Rabo de Peixe – 8 866 - Ribeira Seca – 2 950 - Ribeirinha – 2 349 - Santa Bárbara – 1 275 - São Brás – 650 |

## Miasta partnerskie
- Porto Alegre, Brazylia
- Somerville, Stany Zjednoczone
- Lagos, Portugalia